# Fanny Bornedal
Fanny Leander Bornedal (* 24. Juli 2000 in Dänemark) ist eine dänische Schauspielerin.

## Leben und Karriere
Fanny Leander Bornedal wurde am 24. Juli 2000 in Dänemark geboren. Sie ist die Tochter des dänischen Filmregisseurs Ole Bornedal und der Choreografin Vicky Leander. Ihr Debüt gab sie 2007 in dem Film Bedingungslos. Danach war sie 2009 in dem Film Fri os fra det onde zu sehen. Anschließend spielte sie 2014 in der Serie 1864 mit. Unter anderem bekam sie 2016 eine Rolle in In anderen Welten. 2019 spielte Bornedal in dem Film Verachtung die Hauptrolle. Außerdem wurde sie 2020 für die Netflixserie Equinox gecastet.

## Filmografie (Auswahl)
Filme
- 2007: Bedingungslos (Kærlighed på film)
- 2009: Deliver Us from Evil (Fri os fra det onde)
- 2018: Verachtung (Journal 64)
- 2018: Alle Jahre wieder... (Den tid på året)
- 2021: Das Bombardement (Skyggen i mit øje)
- 2023: Munch
- 2023: Nightwatch: Demons Are Forever (Nattevagten – Dæmoner går i arv)

Serien
- 2014: 1864
- 2016: In anderen Welten (Den anden verden)
- 2018: Die Brücke – Transit in den Tod (Broen)
- 2020: Equinox
- 2021: Verdacht/Mord (Forhøret)
- 2022: Carmen Curlers